# Patrick Mason Hurley
Patrick Mason Hurley (* 1912 in Hongkong; † 21. Oktober 2000 in Mt. Dora, Florida) war ein US-amerikanischer Geochemiker und Geologe und Professor am Massachusetts Institute of Technology (MIT). Dort leitete er das Geochronologie-Labor.
Hurley wuchs in Victoria (British Columbia) auf, wohin die Familie 1921 zog. Er studierte Bergbau-Ingenieurwesen am Victoria College und der University of British Columbia mit dem Bachelor-Abschluss 1934. Danach studierte er am MIT mit einer Royal Society of Canada Fellowship und wurde dort 1940 promoviert. Ab 1946 war er Mitglied der Fakultät am MIT, wo er 1951 Associate Professor und 1953 Professor wurde. 1977 wurde er emeritiert.
Hurley untersuchte die Isotopenverteilung nach radioaktivem Zerfall in Mineralien, teilweise mit selbst an seinem Labor gebauten speziellen Massenspektrometern (besonders die geologischen Uhren Rubidium-Strontium, Uran-Blei, Kalium-Argon). Zum Beispiel untersuchte er die frühe geochemische Differenzierung der Erdkruste mit Strontium 87 Isotopen (Strontiumisotopenanalyse) und die Entwicklung von Krusten-Material in der Entstehung der Kontinente und trug zu frühen Studien zur Plattentektonik bei.
Er erhielt die Walter H. Bucher Medal.
Er war im Herausgebergremium von Geochemica Acta, Earth and Planetary Science Letters und Precambrian Research. Er war Vorsitzender der Sektion Tectonophysics der American Geophysical Union (AGU) und Präsident der Geochemical Society sowie Fellow der AGU, der Geological Society of America, der American Academy of Arts and Sciences, der  American Association for the Advancement of Science und Ehren-Fellow der Geological Society of London.
1941 heiratete er Margaret Macurda, mit der er zwei Söhne und eine Tochter hatte.

## Schriften
- Radioactivity and Time, San Francisco: Freeman 1949
- How Old is the Earth ?, Doubleday 1959 und öfter
  - Deutsche Übersetzung: Wie alt ist die Erde ?, Desch 1960
- Living with Nuclear Radiation, University of Michigan Press 1982